# 謝家麟
謝 家麟（しゃ かりん、1920年8月8日 - 2016年2月20日）は、中華人民共和国の物理学者。吉林省浜江県（現在の黒竜江省ハルビン市）出身。中国科学院院士。

## 経歴
原籍は直隷省武清県で、1920年8月8日に吉林省浜江県に生まれた。1942年に国立武漢大学機械工程系に入学した。1943年、燕京大学物理系を卒業。1947年、米国のカリフォルニア工科大学に留学し、1948年同大学より修士号を授与された。1951年、スタンフォード大学にて博士号を取得。1951年に大学卒業と同時に同校の教職員となった。
1955年に帰国し、中国科学院原子能研究所研究員を務めた。文化大革命の時、八七工程の総設計師に就任。
2016年2月20日、北京市で病気のため死去した。95歳。

## 栄典
- 1980年、中国科学院院士

## 受賞
- 1990年、国家科学技術進歩賞
- 1995年、国家科学技術進歩賞
- 2005年、国家科学技術進歩賞
- 2012年2月14日、国家最高科学技術賞[1]